# Rtyňská brázda
Rtyňská brázda – jednostka geograficzna wchodząca w skład Úpické pahorkatiny, będącej częścią Podgórza Karkonoskiego (czes. Krkonošské podhůří).
Sąsiednie jednostki:
- na północnym wschodzie znajdują się Jestřebí hory (Broumovská vrchovina),
- na zachodzie Trutnovská pahorkatina,
- na południu Červenokostelecká pahorkatina (część Pogórza Orlickiego)

Najwyższym wzniesieniem jest Čertův kopec o wysokości 410 m n.p.m. oraz hałda kopalni węgla Ida. Jest to kraina pagórkowata, w większości zajęta przez pola i łąki. Na wzniesieniach oraz na zboczach dolin występują lasy.
Zbudowana jest ze skał osadowych – piaskowców i mułowców oraz skał wulkanicznych – melafirów powstałych w górnym karbonie i dolnym permie.
Leży w dorzeczu Łaby. Odwadnia ją Rtyňka, lewy dopływ Úpy.
Miejscowości: Rtyně v Podkrkonoší, Batňovice, Velké Svatoňovice, Malé Svatoňovice. 